# (55636) 2002 TX300
(55636) 2002 TX300 est un objet transneptunien classé comme objet classique de la ceinture de Kuiper (cubewano) et, plus précisément, comme membre de la famille de Hauméa.
Son diamètre est inférieur à 900 km et il suit une orbite très semblable à celle de la planète naine Hauméa : fortement inclinée (i ~ 26°) et modérément excentrique (e ~ 0,12), et avec un périhélie à ~37 unités astronomiques, il est loin des perturbations de Neptune. D'autres petits cubewanos suivent des orbites semblables, notamment (55637) 2002 UX25 et (55565) Aya. Les diagrammes montrent des vues polaires et dans le plan de l'écliptique des orbites des deux cubewanos.
Les périhélie et aphélie sont identifiés par date de passage. Les positions actuelles (pour avril 2006) sont identifiées par les sphères illustrant des tailles et des différences relatives dans l'albédo (les deux objets semblent neutres dans le spectre).
Les orbites très semblables pour ces cubewanos « chauds » n'impliquent pas des propriétés physiques semblables ; 2002 TX300 est plus petit et beaucoup moins massif (albédo < 0,08) que Hauméa. Le spectre infrarouge est très semblable à celui de Charon caractérisé par le neutre variant au (1 %/ 1 000 Å).

Orbites de 2002 TX300 (bleu), Haumea (vert) et Neptune (gris)

L'analyse minéralogique indique une quantité substantielle de particules d'eau (glace). Il est cependant aujourd'hui difficile de dire si c'est de la glace amorphe ou cristalline (la glace cristalline était manifeste sur Charon, Quaoar et Hauméa). Un manque de manteau irradié suggère une collision récente ou l'activité de comètes.